# Myotis goudoti
Myotis goudoti là một loài động vật có vú trong họ Dơi muỗi, bộ Dơi. Loài này được A. Smith mô tả năm 1834.